# Incidente del Lockheed L-049 Constellation di KLM del 1948
Un aereo di linea KLM Lockheed L-049 Constellation (denominato Nijmegen e registrato PH-TEN) si schiantò su un'altura vicino all'Aeroporto di Glasgow Prestwick, in Scozia, il 20 ottobre 1948; tutti i 40 a bordo morirono.
Un'indagine successiva ha rilevato che l'incidente è stato probabilmente causato dalla dipendenza dell'equipaggio da una combinazione di carte errate e previsioni meteorologiche incomplete, che hanno causato distrazione e disorientamento dell'equipaggio nelle condizioni inclementi.

## Il volo

### Eventi precedenti all'avvicinamento
L'aereo era pilotato da Koene Dirk Parmentier, uno dei vincitori della MacRobertson Air Race, ampiamente considerato uno dei più grandi piloti dell'epoca e capo pilota di KLM. Il copilota del volo era Kevin Joseph O'Brien.
Il volo di Nijmegen era previsto dalla sua base di partenza all'Aeroporto di Schiphol, vicino ad Amsterdam, alle 20:00. CET per New York via Prestwick, con l'Aeroporto di Shannon in Irlanda come punto di scalo alternativo in caso di maltempo a Prestwick. L'aereo trasportava carburante sufficiente per dirottare su Shannon e poi tornare a Schiphol, se necessario. La partenza dell'aereo è stata ritardata poiché è stato caricato un carico aggiuntivo per il trasporto in Islanda, che sarebbe stata un'ulteriore fermata lungo il percorso da Prestwick a New York.
L'aereo alla fine lasciò Schiphol alle 21:11, attraversò la costa inglese a Flamborough Head, dirigendosi infine a nord-ovest alle 23:20, quando virò quasi verso sud a circa 15 miglia a ESE di Kilmarnock. L'aereo alla fine iniziò la sua corsa verso la pista 32 (la pista più lunga di Prestwick e, all'epoca, la sua unica pista che offriva un Ground controlled approach), alle 23.25 a 1500'. Le previsioni meteorologiche Parmentier erano state fornite dal Royal Dutch Meteorological Institute a Schiphol gli aveva detto che c'era qualche leggera nuvola a Prestwick, ma che probabilmente si sarebbe dissipata per l'arrivo del Nijmegen. Questo rapporto non era corretto; il tempo a Prestwick stava peggiorando costantemente, con il tempo che nella destinazione alternativa di Shannon era peggio.

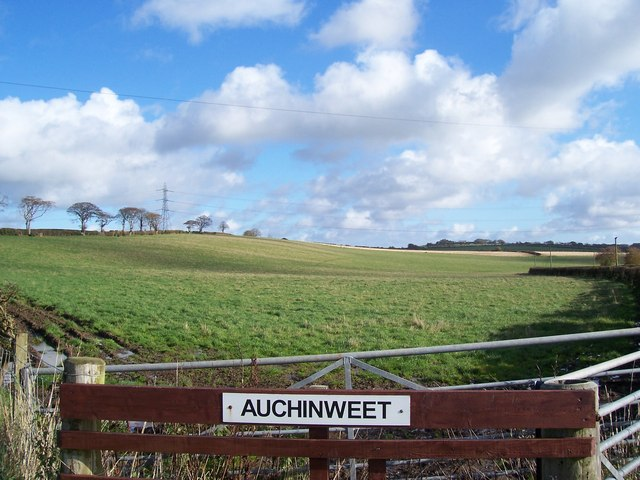
La collina dove si è schiantato l'aereo. La foto è stata scattata nel 2007

Parmentier riteneva che ci fosse un forte vento al traverso, che soffiava ad angolo retto rispetto alla pista principale (pista 32) a Prestwick di circa 20 nodi, che avrebbe potuto impedire un atterraggio su di essa.  Prestwick aveva una seconda pista alternativa (pista 26) che andava controvento ma non aveva un sistema di avvicinamento radar. Tuttavia, le linee guida dei piloti KLM, redatte dallo stesso Parmentier, vietavano l'atterraggio a Prestwick con nuvole basse sulla pista alternativa.
Al momento dell'avvicinamento, Prestwick era sotto una pioggerellina e una base nuvolosa quasi solida a 600 piedi (180 m), che si prevede continuasse dalle 23:00 circa. in poi, nel momento in cui il Nijmegen si stava avvicinando all'aeroporto. Poiché il volo era decollato tardi, non avevano captato il messaggio radio trasmesso dall'aeroporto di Prestwick che li informava di ciò. Parmentier non si era quindi accorto del peggioramento del tempo: se se ne fosse accorto avrebbe potuto dirottare su Shannon. I bollettini meteorologici di routine trasmessi da Prestwick avevano indicato una copertura nuvolosa di 700 piedi (210 m). Non sono state trasmesse nuove previsioni che avrebbero informato Parmentier della prevista diminuzione del massimale. Né sapeva che già quella sera due aerei di linea della SAS erano tornati indietro piuttosto che tentare un atterraggio a Prestwick.
All'interno della pista c'era un'altura di oltre 400 piedi (120 m), ma le carte KLM utilizzate dall'equipaggio non contrassegnavano alcun terreno più alto di 250 piedi (76 m). Tre miglia (5 km) a nord-est della pista, che si innalzavano fino a oltre 600 piedi (180 m), c'erano una serie di antenne wireless. Tre miglia (4,8 km) nell'entroterra correvano una serie di tralicci elettrici e cavi ad alta tensione, la principale linea della rete nazionale per il sud della Scozia, che trasportavano 132.000 volt. Tuttavia, le carte piene di errori emesse da KLM non riportavano questi contrassegni e fornivano un'altezza del punto vicino di 45 piedi.

### Avvicinamento e schianto

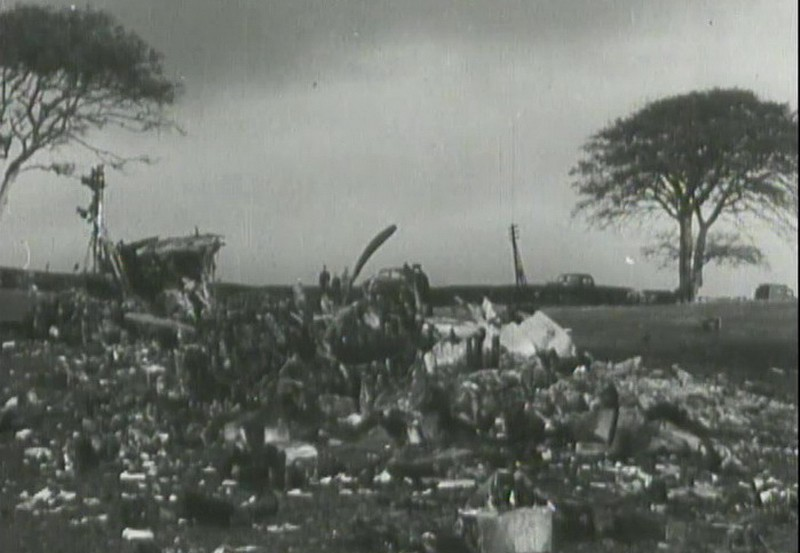
Il luogo dello schianto del KLM

L'aereo ha stabilito il contatto radio con il controllo di avvicinamento a Prestwick poco prima delle 23:00. A questo punto, all'insaputa di Parmentier, il vento al traverso sulla pista principale era sceso a 14 nodi, il che lo rendeva entro i limiti per tentare un atterraggio sulla pista principale. Ha deciso invece di tentare un superamento della pista principale guidato dal controllore del radar di terra, seguita da una virata a sinistra che porterebbe l'aereo sottovento rispetto alla pista alternativa. Avrebbe quindi sorvolato la pista prima di fare il giro per il suo avvicinamento finale. Anche se potrebbe sembrare complicato, Parmentier si aspettava di essere in contatto visivo con il terreno, il che avrebbe reso un simile tentativo relativamente facile.

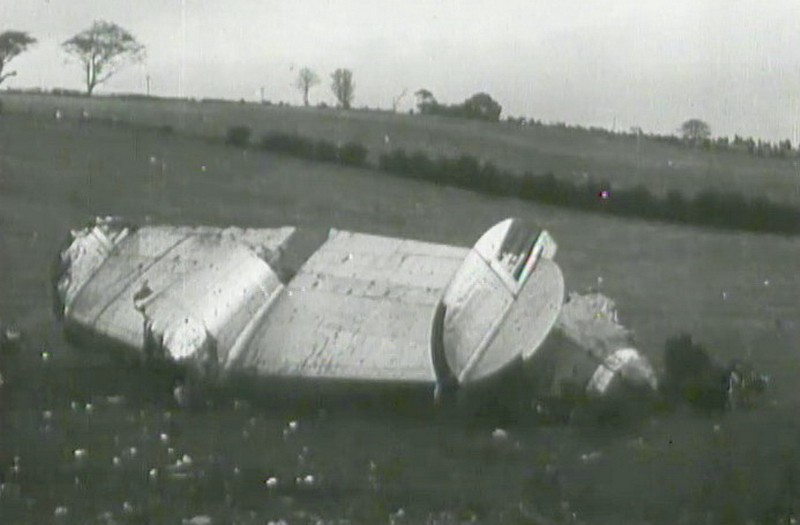
L'inpennaggio di coda del Lockheed Constellation KLM

Alle 23:16 Prestwick trasmise un messaggio morse avvertendo del peggioramento del tempo, tuttavia poiché il Nijmegen era ormai passato al contatto vocale il messaggio non sarebbe stato ricevuto. Durante l'avvicinamento furono informati della diminuzione del vento al traverso e decisero comunque di tentare un atterraggio sulla pista principale. Tuttavia, a tre miglia da Parmentier decise che il vento era probabilmente troppo forte per atterrare sulla pista principale e decise di oltrepassare e atterrare su quella alternativa. Ha sorvolato la pista 26, di cui ora poteva vedere le luci, è salito a un'altezza di 450 piedi (140 m) ed ha esteso il carrello di atterraggio pronto per l'atterraggio. A questo punto si imbatterono in quello che Parmentier credeva fosse una zona isolata di nuvole. Tuttavia, questa era la base nuvolosa effettiva, che ora era bassa fino a 91 m (300 piedi) in alcune aree. A questo punto la Nijmegen era diretta direttamente verso i cavi elettrici a 450 piedi (140 m), che l'equipaggio riteneva sostanzialmente più bassi.
Parmentier si rese conto che la "nebbia isolata" in cui si era imbattuto stava diventando più densa, ma poiché credeva che avrebbero avuto un contatto visivo con il suolo, l'equipaggio non aveva tentato di cronometrare il volo sottovento alla pista. Prima che potesse interrompere il tentativo, l'aereo si schiantò contro i cavi elettrici, colpendo la linea principale del conduttore di fase. L'equipaggio ha tentato di virare l'aereo in fiamme verso la pista con l'intento di un atterraggio di emergenza. Tuttavia, le carte difettose li portarono a schiantarsi su un'altura cinque miglia a est-nord-est dell'aerodromo intorno alle 23:32 UTC.
Tutti i 30 passeggeri (22 olandesi, 6 tedeschi, 1 britannico e 1 irlandese) e i 10 membri dell'equipaggio morirono. I servizi di soccorso non sono riusciti a raggiungere il luogo dell'incidente per più di un'ora e mezza a causa della confusione su quale servizio fosse responsabile dell'intervento. Quando arrivarono, solo sei persone erano ancora vive e morirono tutte entro 24 ore.

## Corte d'inchiesta

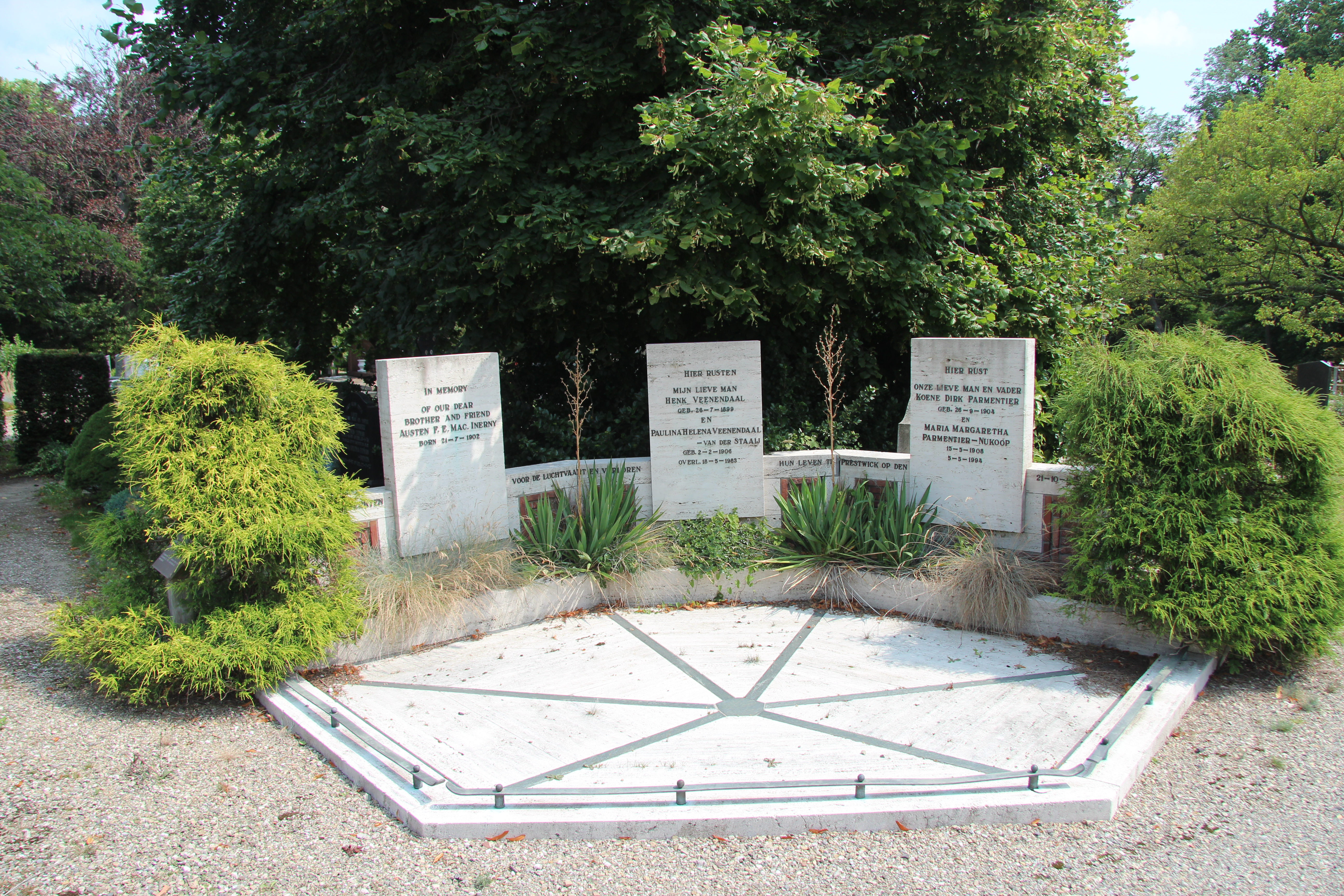
Monumento al cimitero Rhijnhof di Leida

La successiva corte d'inchiesta ha attribuito l'incidente a diversi fattori:
- L'incapacità delle autorità di terra di informare i piloti del Nijmegen sul peggioramento del tempo.
- L'incapacità dell'equipaggio di cronometrare il volo sottovento alla pista.
- Gli errori nella carta di avvicinamento ufficiale della KLM su cui aveva fatto affidamento l'equipaggio. Durante l'inchiesta è emerso che queste carte erano state copiate da carte dell'aeronautica americana del periodo della guerra, che dopo un successivo esame si sono rivelate anch'esse difettose. La corte d'inchiesta è rimasta stupita nello scoprire che KLM si era affidata a mappe di un'autorità straniera quando mappe dettagliate e corrette erano disponibili presso l'Ordnance Survey, l'autorità nazionale di cartografia del Regno Unito.[15]

L'inchiesta ha stabilito che la probabile causa dell'incidente era:
- Che quando il pilota ha iniziato la manovra di atterraggio per la pista 26 dell'aeroporto di Prestwick le condizioni meteorologiche erano già al di sotto dei limiti per questa manovra ma che dalle previsioni meteorologiche ricevute ciò non poteva essergli noto e che ciò non poteva essere giudicato personalmente in quel momento .
- Che, sebbene l'atterraggio sulla pista 26 in condizioni meteorologiche, per quanto a conoscenza del pilota, richiedesse la massima cautela, non si poteva incolpare il pilota per aver iniziato tale procedura di atterraggio.
- A causare l'incidente è stato il fatto di aver volato troppo a lungo sul lato sottovento della pista 26.
- Che, se nessuna circostanza sconosciuta ha contribuito all'estensione del volo sul lato sottovento della pista 26, l'estensione è stata dovuta all'azione ritardata del pilota dopo aver perso l'avvicinamento visivo.
- Che non era impossibile che un vento più forte, imputato dal pilota, contribuisse all'estensione del volo sul lato sottovento della pista 26.
- Che non si poté escludere la possibilità di altre circostanze di cui al punto 4, ma che non erano disponibili dati che potessero far supporre che esse abbiano contribuito al prolungamento del volo a bassa quota sul lato sottovento della pista 26.[16]

## Vittime degne di nota
- Bert Sas, diplomatico olandese, ex addetto militare a Berlino che avvertì gli alleati nell'ottobre 1939 sui piani tedeschi di invadere la Francia e i Paesi Bassi.